# Upplands runinskrifter 122
Upplands runinskrifter 122 (med signum U 122), är en runsten som ska ha stått i närheten av Järva krog, Solna socken och Solna kommun.  U 122 ska ha stått vid allén från Ulriksdal slott. På platsen är nu en trafikplats. Troligen blev stenen inmurad i en vägtrumma på 1800-talets andra hälft. Den har eftersökts vid flera tillfällen men utan resultat.

## Inskriften
Enligt avbildning:

Translitterering av runraden:
[...k · sirhun litu · raisa stain ... ...--f---... ...ro-... ybiʀ risi ru...]
Normalisering till runsvenska:
... sirhun letu ræisa stæin ... ... ... Øpiʀ risti ru[naʀ].
Översättning till nusvenska:
... Sirhun? lät resa (denna) sten ... ... ... Öpir ristade ru(nor).

## Historia
U 122 dokumenterades i början av 1600-talet av Johannes Bureus och redan då saknades den övre delen av stenen. Den finns avbildad i bland annat Bautil (träsnitt nr 142). Den sågs senast till 1763 då antikvarien Nils Reinhold Brocman noterade den på sin resa till Hälsingland. Sedan dess har den dock varit försvunnen.